# Prince Olav Mountains
Le Prince Olav Mountains (in lingua inglese: Monti del Principe Olav) sono una catena montuosa che fa parte dei Monti della Regina Maud, in Antartide.  Si estendono dal Ghiacciaio Shackleton al Ghiacciaio Liv, alla testata della Barriera di Ross.
Furono scoperte  nel 1911 dall'esploratore norvegese Roald Amundsen durante la sua spedizione verso il Polo Sud.
La denominazione fu assegnata da Amundsen in onore dell'allora Principe ereditario e che in seguito divenne Re del suo paese, Olav V di Norvegia.

## Elevazioni principali
Le vette e i picchi più importanti includono:
- Monte Wade, 84°51′S 174°19′W, alto 4.084 m
- Monte Fisher, 85°06′S 171°03′W, alto 4.080 m
- Centennial Peak, 84°57′S 174°00′W, alto 4.070 m
- Monte Ray, 85°07′S 170°48′W, alto 3.904 m
- Monte Sellery, 84°58′S 172°45′W, alto 3.895 m
- Monte Oliver, 84°56′S 173°44′W, alto 3.800 m
- Monte Campbell, 84°55′S 174°00′W, alto 3.790 m
- Jones Peak, 85°05′S 172°00′W, alto 3.670 m
- Monte Finley, 85°01′S 173°58′W, alto 3.470 m
- Monte Smithson, 84°59′S 172°10′W, alto 3.000 m
- Allaire Peak, 84°53′S 170°54′W, alto 1.900 m

## Altre caratteristiche geografiche importanti
- Allaire Peak
- Ghiacciaio Barrett
- Capo Irwyn
- Centennial Peak
- Clark Spur
- Ghiacciaio Gough
- Hardiman Peak
- Ghiacciaio Harwell
- Ghiacciaio Holzrichter
- Jones Peak
- Ghiacciaio Krout
- Longhorn Spurs
- Ghiacciaio McGregor
- Mercik Peak
- Monte Dodge
- Monte Hall
- Monte Kenney
- Monte Krebs
- Monte Llano
- Monte McCue
- Monte Munson
- Monte Roe
- Monte Wade
- Monte Wells
- Monte Wendland
- Watt Ridge
- Ghiacciaio Zotikov